# معيد

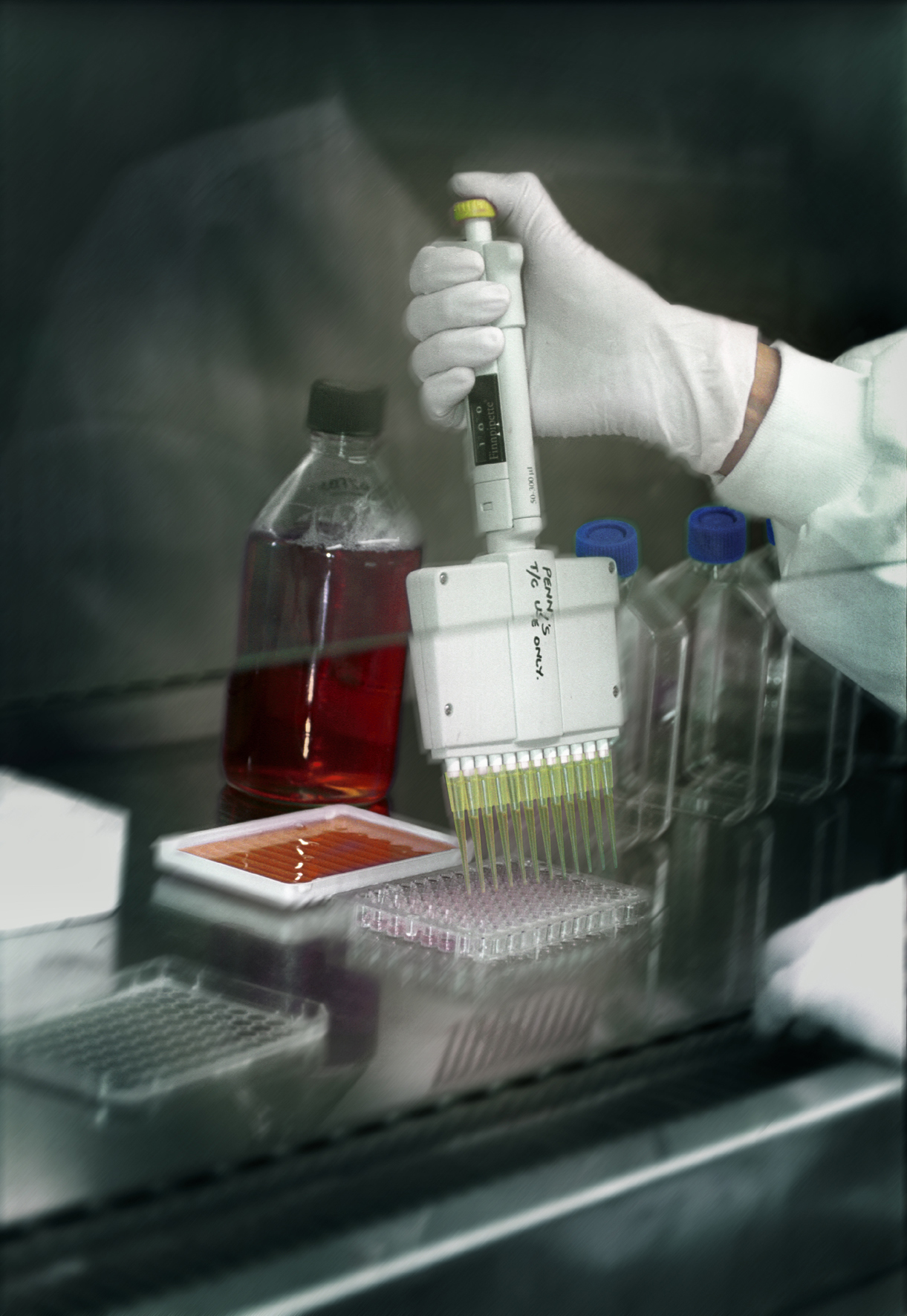

المعيد أو الباحث هو باحث استخدم على أساس مؤقت من جانب واحد في كلية أو جامعة يجب أن يكون متميزا في المواد التي سيدرسها ومن الممكن ان يستمر بدراسات عليا في هذه المادة أو التخصصات ذات الصلة. في بعض الجامعات (مثل جامعة ميشيغان)، وهي المعروفة باسم طلاب الدراسات العليا معلمين. في نيوزيلندا، أستراليا، وبعض الجامعات الكنديه، وهي المعروفة باسم الأولياء. في جامعة هارفرد وهي المعروفة باسم الزملاء التدريس. تاس تشمل التعليم العالي مساعدين، وهم طلاب في مرحلة الدراسات العليا، ومساعدي التدريس الجامعي، الذين هم طلبة.

## الهدف من الوظيفة
المشاركة في العملية التعليمية والبحثية للقسم.

## ظروف العمل
العمل بالكلية، والقدرة على تحمل ضغوط عالية، ومخاطر مفاجئة.

## مهام المعيد
المعيد له مهام كثيره جدا لكن نستخلصها بالأتي:- 
1. حضور جميع الاجتماعات عندما يطلبه الأستاذ الدكتور
2. حضور المحاضرات ومشاركه الطلبة بالرأي والمشورة من غير أي تدخل بوضع الدرجات أو الأمتحانات فقط المساعدة.
3. توثيق جميع ساعات العمل، كما وهذا هو الأساس للدفع. يحيط علما سيكون هناك حد أقصى لعدد ساعات العمل في الأسبوع وفقا لواجبات.
4. إعداد وافي في أي مهمة يكلفه بها قائد وحدة، على سبيل المثال إعداد العينة للحلول.
5. يحدد كل أسبوع بأمر من الدكتور المكان والزمان للتشاور وجعل الطلاب لديهم علم بهذا الوقت والمكان.
6. يوجد له عنوان البريد الإلكتروني لإعطاءه للطلاب، والاستجابة فورا إلى البريد الإلكتروني للاستعلام.
7.. مهمة وضع علامات الطلاب—العمل هو سهل الإعداد الكافي والتخطيط.
8. تقييم إي طالب وتنميه مهاراته لتحصيل العلامات.
9. توفر علامات الطلاب في الوقت المناسب وبطريقة مهنيه، الاجتماع المواعيد النهائية التي حددتها وحده الزعيم / منسق، والتأكد من انها تحتفظ إلكترونية ونسخ مطبوعة من هذه العلامات. احالة العلامات يجب أن تكتمل في غضون أسبوعين من نهاية الفصول الدراسية.
10. ان تكون سباقة في الحصول على المشورة والتوجيه في إعداد البرنامج التعليمي من قائد الوحدة. إذا ما هي القضايا التي تواجهها في ما يخص هذا (مثلا إذا كانت وحدة زعيم نادرا ما يستجيب لرسائل (المعلم ومعيد منسق يجب أن يكون الاتصال من اجل حلها.
11. يبلغ بان الطلاب أو أي طالب غير قادرين على اكمال العمل في تخصص معين في الاسبوع بسبب المرض، والحوادث، الخ &. وينبغي ان يتم ذلك في اقرب وقت ممكن بحيث أخرى يمكن اتخاذ الترتيبات اللازمة.
12. يكون همزه وصل بين الدكتور والطلاب
هذه جميعها مهام المعيد وهي ماخوذه من تجارب بعض الدول الاوروبيه العريقة.
والتي تميز المعيد بجده ورغبته وليست بتحصيله الدراسي الكامل الذ لايعكس نظره شامله.
لان المعيد كما المدرس يجب أن تكون عنده قوه الشخصية وأسلوب التعليم الجيد الذي يمارسه
كما يجب إن تكون درجاته عاليه في المواد التي سوف يساعد في تدريسها وتكون لديه أكثر من توصيه لبعض من أساتذته وهي عباره عن اشعار أو تأكيد له على القيام بالعمل الأكاديمي
وأيضا يجب أن تكون لديه القدرة على اكمال الماجستير في تخصصه العام